# Ambros (Adelsgeschlecht)
Ambros ist der Name eines österreichischen Adelsgeschlechts. Die Erhebung in den österreichischen Ritterstand erfolgte am 14. August 1878.

## Wappen
„Von Rot und Blau gespalten. In Rot eine goldene Harfe. In Blau eine silberne Säule.“

## Geschichte
Therasia Ambros wurde gemeinsam mit ihren acht Kindern durch Diplom vom 14. August 1878 in den österreichischen Adelsstand erhoben. Grund für die Adelserhebung war der Orden der Eisernen Krone III. Klasse, der ihrem verstorbenen Ehemann August Wilhelm Ambros verliehen worden war.